# Neoglaziovia concolor
Neoglaziovia concolor là một loài thực vật có hoa trong họ Bromeliaceae. Loài này được C.H.Wright mô tả khoa học đầu tiên năm 1910.

## Hình ảnh

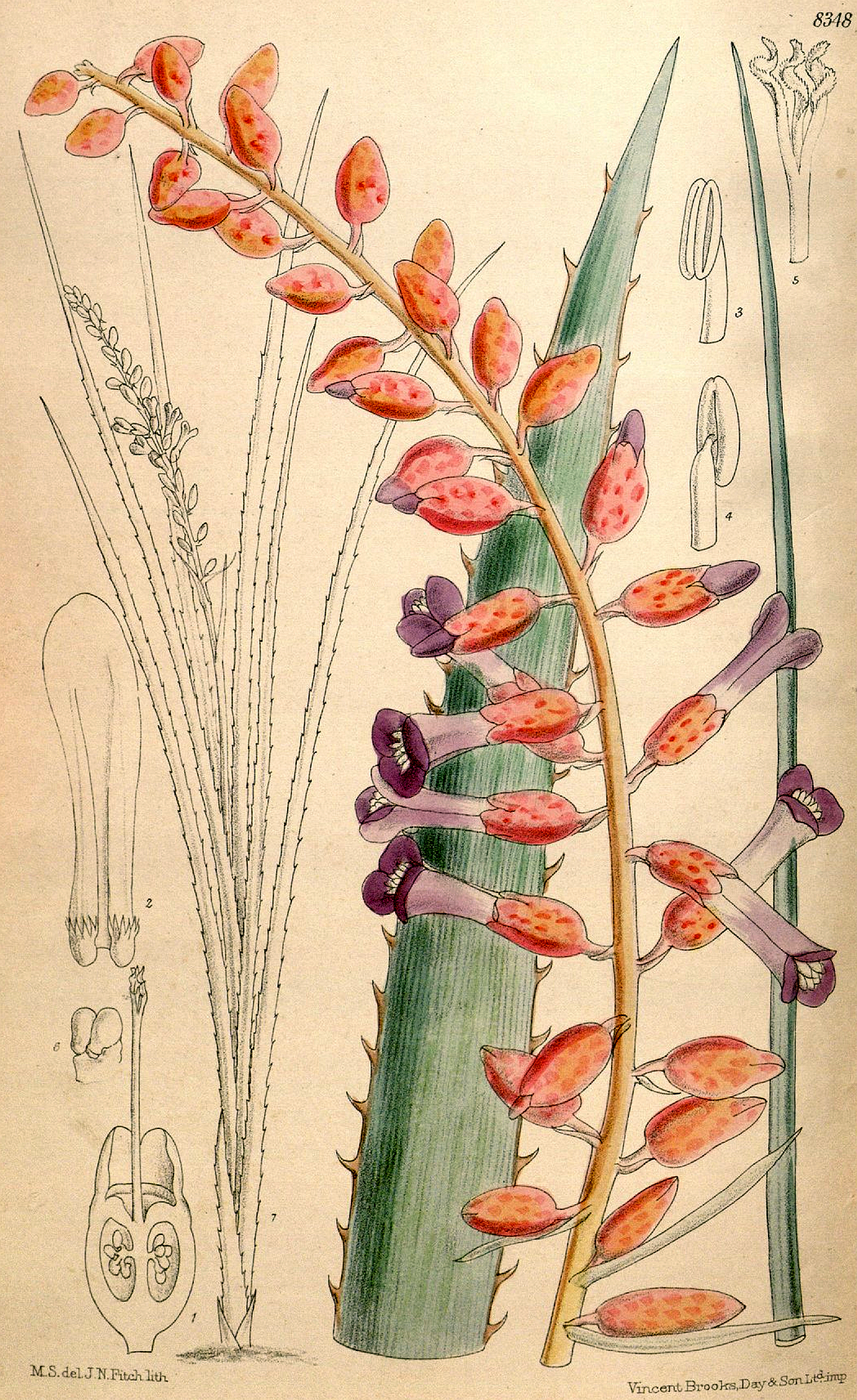